# Hudson Hawk
Hudson Hawk – amerykańska komedia kryminalna z 1991 roku.

## Główne role
- Bruce Willis – Eddie 'Hudson Hawk' Hawkins
- Danny Aiello – Tommy Five-Tone
- Andie MacDowell – Anna Baragli
- James Coburn – George Kaplan
- Richard E. Grant – Darwin Mayflower
- Sandra Bernhard – Minerva Mayflower

## Opis fabuły
Eddie Hawkins to legendarny złodziej. Wychodzi po 10 latach odsiadki i próbuje zacząć uczciwe życie. Niestety zostaje zmuszony przez parę milionerów, państwa Mayflower, do kradzieży dzieł Leonarda da Vinci. Inaczej zginie jego przyjaciel Tommy. Postanawia zrealizować polecenie. W tym samym czasie poznaje piękną kobietę, która okazuje się być zakonnicą. Zakochuje się w niej. Kradnie z muzeum notatnik Leonarda i oddaje go milionerom. Chcą oni, na podstawie notatek, odtworzyć maszynę do robienia złota. Każą Eddiemu złożyć diament. Złodziej robi to, ale niedokładnie – jedną część zachowuje dla siebie. W wyniku tego maszyna wybucha i zabija małżeństwo Mayflowerów. Eddie i jego ukochana uciekają z twierdzy na paralotni. Na końcu filmu okazuje się również, że Tommy przeżył wypadek samochodowy.

## Zdjęcia
Zdjęcia realizowane były na terenie Węgier (Budapeszt), Anglii (Londyn), Włoch (Rimini, Rzym), Stanów Zjednoczonych (Nowy Jork, Los Angeles), Watykanu.